# Kefersteinia elegans
Kefersteinia elegans är en orkidéart som beskrevs av Leslie Andrew Garay. Kefersteinia elegans ingår i släktet Kefersteinia och familjen orkidéer. Inga underarter finns listade i Catalogue of Life.